# 伊斯兰圣战联盟
伊斯兰圣战联盟（英語：Islamic Jihad Union，缩写为）是一个伊斯兰的恐怖组织，已经在乌兹别克斯坦发动多次袭击，并且曾试图在德国发动恐怖攻击。

## 历史
伊斯兰圣战联盟成立于2002年3月，起初使用的名字是伊斯兰圣战团体（Islamic Jihad Group，IJG)，是一个乌兹别克斯坦伊斯兰运动在巴基斯坦部落地区分裂出来的组织。在2004年和2005年初该组织试图在乌兹别克斯坦发动恐怖袭击，但均未成功达成目标。之后该组织将名称从“伊斯兰圣战团体”改为“伊斯兰圣战联盟”。这段时期过后，该组织变得更加接近与蓋達组织的核心部分。在该组织重新对自己进行定位之后，该组织转变了注意力，开始策划在巴基斯坦和欧洲（尤其是德国）发动恐怖攻击。北瓦济里斯坦的米尔埃里（Mir Ali）是该组织的大本营，那些从西方国家招募用以在西方国家发动恐怖袭击的人在这里接受训练。该组织在吉尔吉斯斯坦、乌兹别克斯坦和俄罗斯都有活动组织，而骨干成员则在位于巴基斯坦和哈萨克斯坦的训练营中接受过训练。

## 袭击活动
2004年3月28日至4月1日IJG在乌兹别克斯坦发动多起袭击事件，导致47人丧生。
2004年7月30日IJG在乌兹别克斯坦首都塔什干袭击了美国和以色列驻乌兹别克斯坦大使馆以及该国首席检察官的办公室。袭击过后该组织发表声明，声称他们的袭击对象是“背叛伊斯兰教”的当局政府。2004年年底该组织多名成员在哈萨克斯坦被捕。
2005年3月美国中央情报局主管波特•格斯在国会听证会上作证时说该组织“已经对美国利益和当地政府构成了致命威胁。”当年5月美国国务院将IJG定为全球恐怖组织。当年6月联合国安理会将该组织列入恐怖组织名单中。之后该组织将其名称从“伊斯兰圣战团体”改为“伊斯兰圣战联盟”。
2005年10月13日一个国会成员黑泽尔•安妮•布里尔斯在英国下议院作证时说该组织应当遭到取缔，因为该组织对英国的海外利益构成的威胁。一些大臣对此表示异议，前英国驻乌兹别克斯坦大使克雷格•穆雷声称该组织的袭击活动受到高度控制，而其有限的行动其实是由乌兹别克斯坦政府精心策划的。与此观点相反的是，布里尔斯在其证言中宣称她的结论得到了英国情报机构和安全部门的独立证实，并且多个联合国成员国对该组织表示过关注。
2007年3名恐怖分子由于被怀疑策划袭击法兰克福国际机场和美军拉姆施泰因空军基地而被捕，这3人都接受IJU的直接领导。
2008年兩名被怀疑是IJU成员的人在德国科隆-波恩国际机场的一架准备飞往阿姆斯特丹的荷兰皇家航空飞机上被捕，两人原本准备在阿姆斯特丹转机继续飞往乌干达。这两个人一个为索马里人另一人是索马里裔德国籍公民。据信在巴基斯坦待过一段时间，在巴基斯坦期间被怀疑参与过某种形式的恐怖活动的训练并接受过恐怖主义思想的灌输。但是在被关押数天之后，证据无法将两人定罪，两人被释放。
2011年一份由IJU的媒体部门上传到网路上的影片显示该组织成员在阿富汗北部和东部省份与塔利班并肩作战，并向当地乌兹别克人、塔吉克人和普什图人提供训练。这斷影片还列出了在阿富汗被击毙的该组织成员，这些人的姓名显示他们来自土耳其、阿塞拜疆、乌兹别克斯坦、哈萨克斯坦和巴基斯坦。

### 引用
1. ↑  DPA news agency (kjb), , Deutsche Welle, 19 September 2008  [20 September 2008], （原始内容存档于2012-01-19）
2. 1 2 3 4  Sandee, Ronald.  (PDF). NEFA Foundation. 14 October 2008  [7 July 2012]. （原始内容 (PDF)存档于2012年8月24日）.
3. 1 2  Central Asia: Regional Developments and Implications for U.S. interests （页面存档备份，存于） Library of Congress
4. ↑  .   [26 May 2007]. （原始内容存档于2007年6月21日）.
5. ↑  .   [8 September 2007]. （原始内容存档于2008年8月19日）.
6. ↑  Smith, Diane, , eFluxMedia, 5 September 2007  [20 September 2008], （原始内容存档于2008年9月7日）
7. ↑  DPA news agency (dc), , Deutsche Welle, 2 September 2008  [20 September 2008], （原始内容存档于2012-01-21）
8. ↑  Bill Rogio, , Long War Journal, 3 February 2012  [24 February 2014], （原始内容存档于2014-02-27）